# اجایمرو
اجایمرو (به لاتین: Ajayameru) یک منطقهٔ مسکونی در نپال است که در Mahakali Zone واقع شده‌است.

## خصوصیات
اجایمرو ۳٬۹۳۰ نفر جمعیت دارد.